# Kamionka Wielka (gemeente)
De gemeente Kamionka Wielka is een landgemeente in het Poolse woiwodschap Klein-Polen, in powiat Nowosądecki. De zetel van de gemeente is in Kamionka Wielka.
De gemeente grenst aan Chełmiec, Grybów, Łabowa, Nawojowa en de stad Nowy Sącz.

## Demografie
De gemeente heeft 9 070 inwoners (30 juni 2004), waarvan: 4558 vrouwen en 4512 mannen. Het gemiddelde inkomen per inwoner bedraagt 1322,79 zl (Stand op 2002).

## Administratieve plaatsen (sołectwo)
Bogusza, Jamnica, Kamionka Mała, Kamionka Wielka, Królowa Górna, Królowa Polska, Mszalnica, Zagóry, Mystków.